# Diaspora (mạng xã hội)
Diaspora là một dịch vụ mạng xã hội phi lợi nhuận hoạt động với hình thức tự lưu trữ (self-hosting). Nó cho phép bất cứ ai cũng có thể xây dựng một hệ thống máy chủ độc lập bên trong mạng lưới. Thành viên trong một hệ thống máy chủ có thể kết nối liền mạch với thành viên những hệ thống máy chủ khác.
Biểu tượng của Diaspora là hoa bồ công anh. Còn chữ diaspora trong tiếng Hi Lạp nghĩa là di cư phân tán.

## Lịch sử

### Ý tưởng

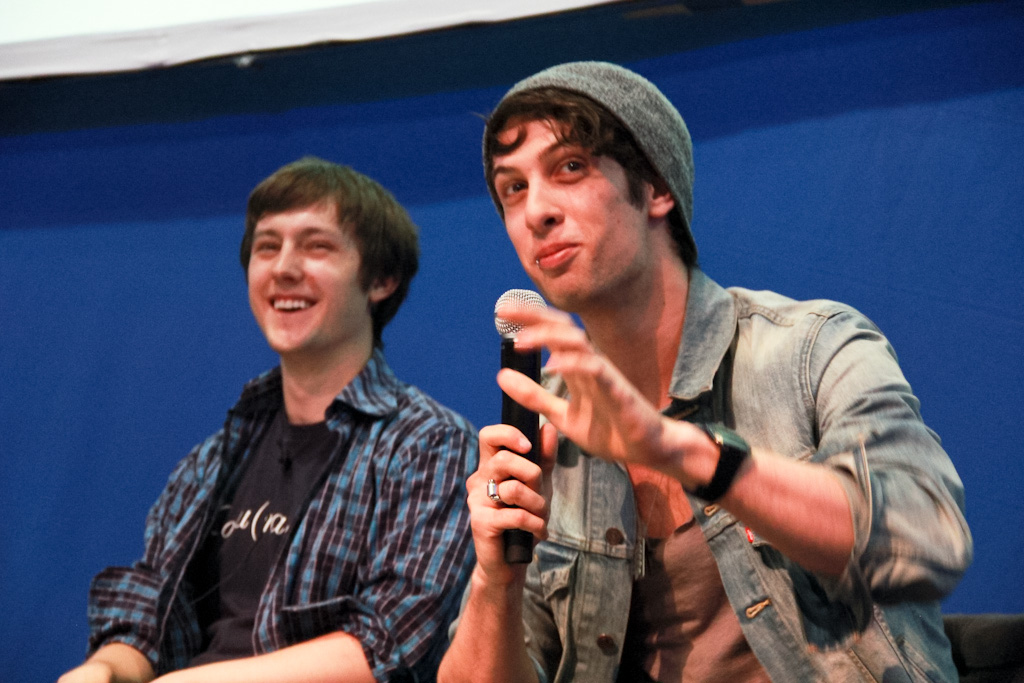
Ilya Zhitomirskiy và Daniel Grippi (2011)

Dự án được sáng lập bởi Dan Grippi, Maxwell Salzberg, Raphael Sofaer và Ilya Zhitomirskiy, sinh viên của Viện Toán học Courant thuộc Đại học New York. Nhóm bốn sinh viên khởi động dự án sau khi được truyền cảm hứng từ bài diễn thuyết của giáo sư Eben Moglen thuộc trường Đại học Luật Columbia. Trong một cuộc phỏng vấn với The New York Times, Salzberg phát biểu "Khi bạn từ bỏ dữ liệu đó, bạn sẽ mất dữ liệu đó mãi mãi... Giá trị mà họ cung cấp cho chúng ta là không đáng kể so với quy mô của những gì họ đang làm, và những gì chúng ta đang từ bỏ là tất cả sự riêng tư của chúng ta." Sofaer phát biểu, "Chúng ta không cần phải dâng tin nhắn của chúng ta đến một tụ điểm chung. Những gì Facebook cung cấp cho người dùng không phải là khó thực hiện. Những trò chơi, những trang cá nhân, những tin nhắn, không thực sự hiếm. Công nghệ đó đã tồn tại sẵn".
Nhóm quyết định áp dụng mô hình mạng xã hội liên hợp. Ngày 24 tháng 4 năm 2010, nhóm gọi vốn cộng đồng trên Kickstarter. Nhóm dự kiến 39 ngày đầu tiên cần đạt được $10,000 để bắt đầu. Tuy nhiên, nhóm đã đạt được mục tiêu chỉ sau 12 ngày và tiếp tục nhận được trên $200,000 từ hơn 6000 người bảo trợ (là dự án gọi vốn Kickstarter thành công thứ hai vào thời điểm đó). Trong số những nhà bảo trợ có cả CEO Facebook Mark Zuckerberg với bình luận: "Tôi đã ủng hộ. Tôi tin đây là một ý tưởng tuyệt vời."
| “                        | Diaspora đang cố gắng phá vỡ ý tưởng rằng một mạng xã hội có thể hoàn toàn chiếm ưu thế. | ” |
| — Bloomberg Businessweek |                                                                                          |   |

### Khởi động
Công việc lập trình Diaspora bắt đầu vào tháng 5 năm 2010. Nhờ vào phản hồi của người dùng thử nghiệm, việc cải thiện diễn ra rất nhanh.
Máy chủ Diaspora đầu tiên được khởi động vào 23 tháng 10 năm 2010 dưới hình thức chỉ cho phép đăng ký qua lời mời. Theo Terry Hancock của Tạp chí Phần Mềm Tự Do cho biết, Diaspora vào lúc đó "đã có thể sử dụng cho nhiều mục đích". Tuy hỗ trợ văn bản, hình ảnh và liên kết, nhưng vẫn thiếu vài tính năng như xem trước liên kết, khả năng tải lên hoặc chèn video và chat. Ảnh động GIF đã được hỗ trợ.
Từ khi phát hành, những tính năng của Diaspora bị các mạng xã hội khác như Google+ và Facebook sao chép.
Vào tháng 11 năm 2011, Diaspora thông báo gọi vốn cộng đồng lần nữa. Chỉ trong vài ngày, chiến dịch nhận được trên $45,000 rồi đột nhiên Paypal đóng băng tài khoản của Diaspora không lý do. Sau khi một số lượng lớn người dùng Diaspora khiếu nại tới PayPal, tài khoản của Diaspora đã được mở lại với lời xin lỗi từ một giám đốc điều hành của PayPal, nhưng vẫn không giải thích lý do đóng băng. Sự cố này khiến Diaspora sử dụng các dịch vụ khác, gồm Stripe và Bitcoin.
Trang web của Dự án Diaspora ra mắt vào 29 tháng 9 năm 2011.

### Quá trình phát triển
Vào ngày 12 tháng 11 năm 2011, đồng sáng lập Zhitomirskiy được xác nhận là đã tự sát ở tuổi 23. Báo cáo điều tra liên hệ áp lực phát triển Diaspora với cái chết của anh.
Quá trình phát triển beta lên lịch vào tháng 11 năm 2011, vì vậy đã bị tạm hoãn sau cái chết của Zhitomirskiy.
Vào tháng 2 năm 2012, các nhà phát triển thông báo sự thay đổi trọng tâm cho dự án. Họ tuyên bố rằng, không giống như các trang web mạng xã hội khác, nơi mà người dùng chủ yếu tương tác với những người quen biết trong đời thực - người dùng Diaspora chủ yếu tương tác với mọi người từ khắp nơi trên thế giới mà họ chưa gặp. Trong khi phương tiện truyền thông xã hội truyền thống chủ yếu liên quan đến các chi tiết hàng ngày của người dùng, phần lớn lưu lượng truy cập trên Diaspora liên quan tới các ý tưởng và vận động xã hội. Do đó, các nhà phát triển đã quyết định thực hiện các thay đổi đối với giao diện: các bài đăng dài hơn và nhiều chi tiết hơn, thuận tiện cho các chủ đề phức tạp.
Tháng 6 năm 2012, đội ngũ phát triển chuyển tới Mountain View, California để thuận tiện làm việc chung với công ty tăng tốc khởi nghiệp YCombinator. Sang tháng 8, những nhà phát triển chuyển sang trọng tâm cho makr.io, một phần của YCombinator.
Tháng 8 năm 2012, những nhà phát triển còn lại chính thức giao lại dự án cho cộng đồng. Kể từ ngày đó, Diaspora đã được phát triển và quản lý bởi các thành viên cộng đồng. Các thành viên cộng đồng đã tạo ra các bản phát hành phần mềm ổn định để hoạt động như một cơ sở để phát triển hơn nữa, bao gồm chuẩn hoá phiên bản phát hành, cải thiện hiệu suất và cho phép bất cứ tình nguyện viên nào cũng có thể đóng góp mã nguồn cho dự án.
Tháng 10 năm 2012, dự án phát hành phiên bản cộng đồng đầu tiên 0.0.1.0, xoá bỏ quá trình phát triển beta/alpha.
Quá trình phát triển hiện tại chịu sự quản lý của Quỹ Diaspora, trực thuộc Mạng lưới Hỗ trợ Phần mềm Tự do (FSSN). FSSN giám sát quá trình phát triển của Diaspora và quản lý thương hiệu, quỹ tài chính cũng như các tài sản khác của Diaspora.

## Tính năng
Diaspora có tính năng định dạng bài đăng văn bản, hình ảnh, video, code, liên kết bằng Markdown. Những bài đăng có thể thiết lập các chế độ công khai hoặc riêng tư tùy ý dựa theo các mối quan hệ. Bên cạnh đó, người dùng còn thể nhắn tin hoặc tạo những cuộc bình chọn.
Những bài đăng có thể đăng song song với những tài khoản WordPress, Twitter và Tumblr đã kết nối. Diaspora hỗ trợ chèn video từ YouTube, Vimeo và một số nền tảng khác, bao gồm xem trước OpenGraph.
Những máy chủ Friendica là một phần của mạng xã hội Diaspora bởi vì Friendica cũng hỗ trợ giao thức Diaspora.

## Sự đón nhận
Tháng 12 năm 2010, ReadWriteWeb liệt kê dự án Diaspora vào Top 10 Dự Án Khởi Nghiệp 2010, nhận định "Diaspora khẳng định sức mạnh của nguồn gây quỹ từ cộng đồng, cũng như đề cao việc đảm bảo mạng xã hội không tập trung vào một công ty".
Ngày 7 tháng 1 năm 2011, Black Duck Software liệt kê dự án là một trong những dự án Mã Nguồn Mở Tốt Nhất 2010, với lời tựa "mạng xã hội mã nguồn mở nhận thức được quyền riêng tư, được kiểm soát cá nhân, được làm tất cả".
Ngày 14 tháng 9 năm 2011, Terry Hancock của Tạp chí Phần Mềm Tự Do vinh danh Diaspora Network trong bài báo Tại sao bạn nên tham gia Diaspora ngay bây giờ, vì sự tự do của bạn phụ thuộc vào điều đó.
Diaspora được đề cử giải thưởng "Mạng Xã Hội Tốt Nhất" bởi Mashable.com năm 2011.